# Scorpion (mikroprocesszor)
A Scorpion egy 32 bites mikroprocesszor (CPU) mag, amelyet a Qualcomm a Snapdragon mobil egylapkás rendszereiben (SoC) történő felhasználásra tervezett. A processzor 2008-ban jelent meg. A processzor sok architekturális hasonlóságot mutat az ARM Cortex-A8 és Cortex-A9 processzormagokkal, de teljesen cégen belüli saját tervezés, mivel a Qualcomm rendelkezett ARMv7 architektúralicenccel. A tervezését már 2005-ben megkezdték. A processzorokat a Snapdragon S1, S2 és S3 SoC-sorozatokban használták, míg fel nem váltotta azt a Krait processzor az S4 sorozatban.

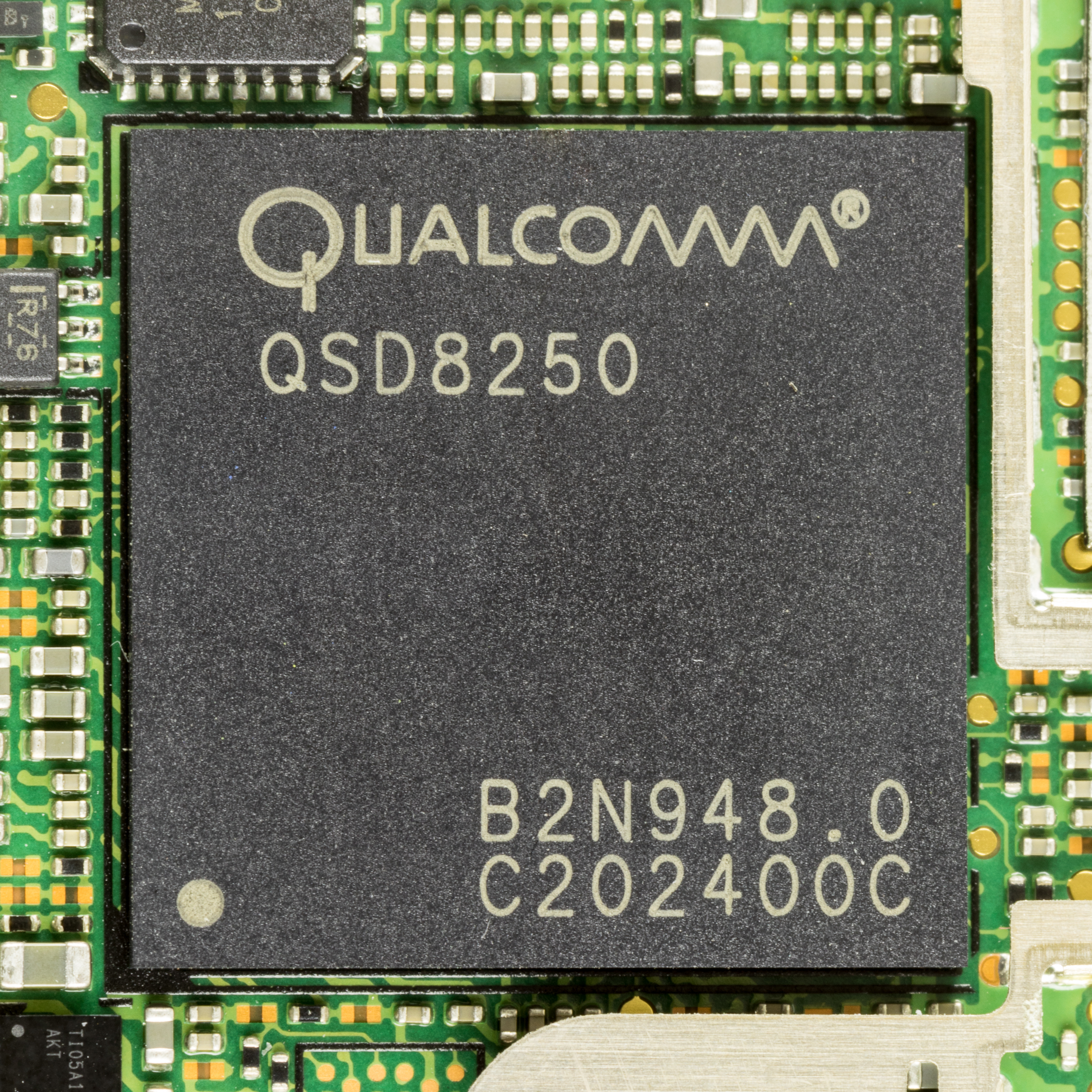
Qualcomm QSD8250 – 1 GHz-es Scorpion CPU-val, a HTC Desire alaplapján

## Áttekintés
- 10/12 fokozatú fixpontos (integer) futószalag 2 utas dekódolással, 3 utas sorrendtől eltérő (out-of-order) spekulatív kibocsátású szuperskalár végrehajtás[7]
- futószalagos VFPv3[8] és 128 bit széles NEON (SIMD)
- 3 végrehajtási port
- 32 KiB + 32 KiB L1 gyorsítótár
- 256 KiB (egymagos konfigurációban) vagy 512 KiB (kétmagos) L2 gyorsítótár
- egy- vagy kétmagos konfiguráció
- 2,1 DMIPS/MHz
- 65/45/28 nm-es folyamat (gyártási eljárás)

## Fordítás
Ez a szócikk részben vagy egészben  a   Scorpion (processor) című angol Wikipédia-szócikk ezen változatának fordításán alapul.  Az eredeti cikk szerkesztőit annak laptörténete sorolja fel. Ez a jelzés csupán a megfogalmazás eredetét és a szerzői jogokat jelzi, nem szolgál a cikkben szereplő információk forrásmegjelöléseként.